# Violinsonate
Eine Violinsonate ist eine Sonate, deren Hauptinstrument eine Violine ist. Üblich sind vor allem die Solosonate für unbegleitete Geige und die Sonate für Violine und Klavier.

## Solosonate
Die ersten Werke für Violine ohne Begleitung finden sich vor allem in der Barockmusik: Hier wurde oft durch das Spielen von Doppelgriffen auf dem einzelnen Instrument Mehrstimmigkeit erzeugt. Beispiele dafür sind die Passacaglia als Abschluss der 16 Rosenkranzsonaten von Heinrich Ignaz Franz Biber sowie Johann Sebastian Bachs Drei Sonaten.
In der Klassik und Romantik waren Solosonaten für Melodieinstrumente sehr unbeliebt, so dass Meister wie Felix Mendelssohn Bartholdy die Bach-Sonaten bearbeiteten und eine Klavierbegleitung hinzufügten.
Erst im 20. Jahrhundert lebte die Form wieder auf: in der Violinliteratur sind hier vor allem die Six Sonates von Eugène Ysaÿe, in denen fast durchgehend mehrstimmiges, akkordisches Spiel die Virtuosität des Instruments herausfordert. Weitere Solosonaten, wie jene von Paul Hindemith, Max Reger, die Solosonate von Béla Bartók, Artur Schnabel oder Boris Blacher folgten.

## Violinsonate mit Tasteninstrument
Aus der Barockmusik gibt es einige Sonaten für Violine und Generalbass. Sie sind jedoch deutlich seltener als die verbreitete Triosonate, aus der sich später (zum Beispiel bei J. S. Bach), die Sonate für Violine und obligates Cembalo entwickelt: Seine Sechs Sonaten für Violine und Cembalo sind durchgehend dreistimmig, wobei die Geige und die rechte Hand des Cembalisten die Oberstimmen bilden und von der linken Hand am Tasteninstrument begleitet werden.
Die Tradition, aus der sich die klassische Violinsonate entwickelte, entstand in Paris um 1730, also etwa zeitgleich mit Bachs Sonaten und sieht die Violine als Begleitinstrument vor. Auch bei Joseph Haydn ist sie dem Klavier zunächst eher untergeordnet, bei den späteren Sonaten Wolfgang Amadeus Mozarts und bei Ludwig van Beethoven wird sie ihm dann gleichgestellt.
Die Dominanz der Geige beginnt erst in der Romantik, bis zu Robert Schumann hießen die Werkbezeichnungen auch Sonate für Pianoforte und Violine oder sogar Sonata per pianoforte con accompagnamento di violino (für Klavier mit Begleitung der Geige), und nicht umgekehrt. In den großen Sonaten von Johannes Brahms, César Franck oder Maurice Ravel sind die virtuos-konzertierenden Aufgaben aber durchaus auf beide Partner verteilt.

## Werkauswahl

### Werke für Violine solo
- Heinrich Ignaz Franz Biber (1644–1704): Sonata XVI: Passacaglia aus den Rosenkranz-Sonaten
- Johann Paul von Westhoff (1656–1705): 6 Suiten (1696)
- Johann Joseph Vilsmayr (1663–1722): 6 Partiten
- Francesco Geminiani (1680?–1762)
- Georg Philipp Telemann (1681–1767): 12 Fantasien TWV 40:14-25
- Johann Sebastian Bach (1685–1750): 3 Sonaten und 3 Partiten BWV 1001–1006
- Johann Georg Pisendel (1687–1755)
- Pietro Nardini (1722–1793)
- Friedrich Wilhelm Rust (1739–1796): 3 Sonaten
- Eugène Ysaÿe (1858–1931): 6 Sonaten op. 27 (1923)
- Max Reger (1873–1916): 4 Sonaten op. 42 (1900), 7 Sonaten op. 91 (1905), 7 Präludien und Fugen und Chaconne op. 117, 6 Präludien und Fugen op. 131a
- Richard Wetz (1875–1935): Sonate G-Dur op. 33 (1913)
- Julius Weismann (1879–1950): Sonate op. 30 (1910)
- Béla Bartók (1881–1945): Sonate für Violine solo Sz 117 (1944)
- Artur Schnabel (1882–1951): Sonate (1919)
- Sergej Prokofjew (1891–1953): Sonate D-dur op. 115 (1947)
- Philipp Jarnach (1892–1982): Sonate op. 13
- Paul Hindemith (1895–1963): Sonate op. 11 Nr. 6 (1917), op. 31 Nr. 1 & 2 (1924)
- Paul Ben-Haim (1897–1984): Sonate G-dur
- Bernd Alois Zimmermann (1918–1970): Sonate (1951)
- Bertold Hummel (1925–2002): Suite für Violine solo op. 78 (1982)[1]
- Iván Eröd (1936–2019): Drei Stücke für Violine solo op. 27 (1979)[2]

Weitere von Wilhelm Kempff, Eduard Erdmann, Emil Bohnke, Lothar Windsperger, Egon Wellesz, Ernst Krenek, Nikos Skalkottas, Carl Nielsen, Willem Pijper, August Halm, Walter Courvoisier, Julius Röntgen, Armin Knab, Arthur Honegger, Henk Badings, Johann Nepomuk David, Iannis Xenakis, Krzysztof Penderecki, Krzysztof Meyer, Niels Viggo Bentzon, Giselher Klebe, Boris Blacher, Roger Sessions, David Diamond, Richard Rodney Bennett, Ernest Bloch, Milko Kelemen, Cristóbal Halffter, Alfred Schnittke, Edison Denisov.

### Violinsonaten mit Tasteninstrument
- Heinrich Ignaz Franz Biber (1644–1704): Zahlreiche Werke, darunter besonders:

Rosenkranz-Sonaten (1678?)
Sonatae violino solo (1681)
- Johann Jakob Walther (1650–1717):

Scherzi da Violino solo con il basso continuo (1676)
Hortulus chelicus (1688)
- Arcangelo Corelli (1653–1713): Sonate da camera a Violino, e Violone o Cimbalo (1700)
- Johann Sebastian Bach (1685–1750):

Sei Suonate à Cembalo concertato e Violino Solo (1717–1723)
Violinsonaten mit Continuo BWV 1021 und 1023, und das zweifelhafte 1024
- Carl Philipp Emanuel Bach (1714–1788):

Sonaten in F, h, B und c (1776)
Sonaten BWV 1020 und 1022
- Andrea Lucchesi (1741–1801): Sei Sonate per il Cembalo con l’accompagnamento di un Violino op. 1 (1772)
- Georg Friedrich Händel (1685–1759): Violinsonaten mit Continuo in d-moll HWV 359a, A-Dur HWV 361, g-moll HWV 364a, g-moll HWV 368 (wahrscheinlich falsch), F-Dur HWV 370 (wahrscheinlich falsch), D-Dur HWV 371, A-Dur HWV 372 (wahrscheinlich falsch) und E-Dur HWV 373 (wahrscheinlich falsch)
- Franz Joseph Haydn (1732–1809): Sonaten in B-Dur Hob:XVa:1, D-Dur Hob:XVa:2 und C-Dur Hob:XVa:3
- Wolfgang Amadeus Mozart (1756–1791): Zahlreiche Werke, darunter besonders:

Mannheimer Sonaten, KV 301–306 (1778)
Sonaten in B KV 454 (1784), Es KV 481 (1785), A KV 526 (1787) und F KV 547 (1788)
- Ludwig van Beethoven (1770–1827): 10 Sonaten, u. a.:

Sonate F-Dur op. 24 (bekannt als „Frühlingssonate“, erste viersätzige Violinsonate der Klassik) (1800–01)
Sonate A-Dur op. 47 (bekannt als „Kreutzer-Sonate“) (1802–03)
Sonate G-Dur op. 96 (1812)
- Carl Maria von Weber (1786–1826): Sonaten Op. 10 (1810) in F-Dur (J 99), G-Dur (J 100), d-Moll (J 101), Es-Dur (J 102), A-Dur (J 103) und C-Dur (J 104)
- Franz Schubert (1797–1828): Sonaten in D-Dur D 384 (1816), a-moll D 385 (1816), g-moll D 408 (1816) und A-Dur D 574 (1817)
- Felix Mendelssohn Bartholdy (1809–1847): Sonaten in F-Dur (1820), f-Moll op. 4 (1823) und F-Dur (1838)
- Robert Schumann (1810–1856): Sonaten in a-Moll op. 51 (1851), d-Moll op. 121 (1851) und a-Moll (1853)
- Eduard Franck (1817–1893): Sonaten in c-Moll op. 19, A-Dur op. 23, E-Dur op. 60 und D-Dur (1861)
- César Franck (1822–1890): Sonate in A-Dur (1886)
- Johannes Brahms (1833–1897): Sonaten in G-Dur op. 78 (1878–1879), A-Dur op. 100 (1886) und d-Moll op. 108 (1886–1888)
- Antonín Dvořák (1841–1904): Sonate in F-Dur (1880)
- Edvard Grieg (1843–1907): Sonaten in F-Dur, G-Dur und c-Moll
- Richard Franck (1858–1938): Sonaten in D-Dur op. 14 und c-Moll op. 35
- Richard Strauss (1864–1949): Sonate Es-Dur op. 18 (1887)
- Hans Pfitzner (1869–1949): Sonate e-Moll op. 27 (1918)
- Max Reger (1873–1916): 9 Violinsonaten und 2 Kleine Sonaten
- Paul Hindemith (1895–1963): Sonate in D für Klavier und Violine op. 11 Nr. 2 (1918)
- Dmitri Schostakowitsch (1906–1975): Sonate op. 134
- Iván Eröd (1936–2019): 1. Violinsonate op. 14 (1970), 2. Violinsonate op. 74 (2000)[3]

Weitere Sonaten von Leoš Janáček, Claude Debussy, Maurice Ravel, Bohuslav Martinů, Ottorino Respighi, Béla Bartók, George Enescu, Wilhelm Furtwängler, Othmar Schoeck, Sergei Prokofjew, Bertold Hummel, Peter Mieg, Alfred Schnittke, Edison Denisov, Valentin Silvestrov, Volker David Kirchner, Constantinos Stylianou.